# Pardosa cluens
Pardosa cluens là một loài nhện trong họ Lycosidae.
Loài này thuộc chi Pardosa. Pardosa cluens được Carl Friedrich Roewer miêu tả năm 1959.